# しまかぜ (護衛艦)
しまかぜ（ローマ字：JS Shimakaze, DDG-172→TV-3521）は、海上自衛隊の練習艦。はたかぜ型護衛艦の2番艦。艦名は「島に吹く風、島から吹いてくる風」に由来し、この名を受け継ぐ日本の艦艇としては旧海軍の峯風型駆逐艦「島風」、島風型駆逐艦「島風」に続き3代目。
本記事は、個艦の艦歴について主に取り扱っているため、性能や装備等の概要については「はたかぜ型護衛艦」を参照されたい。

## 艦歴

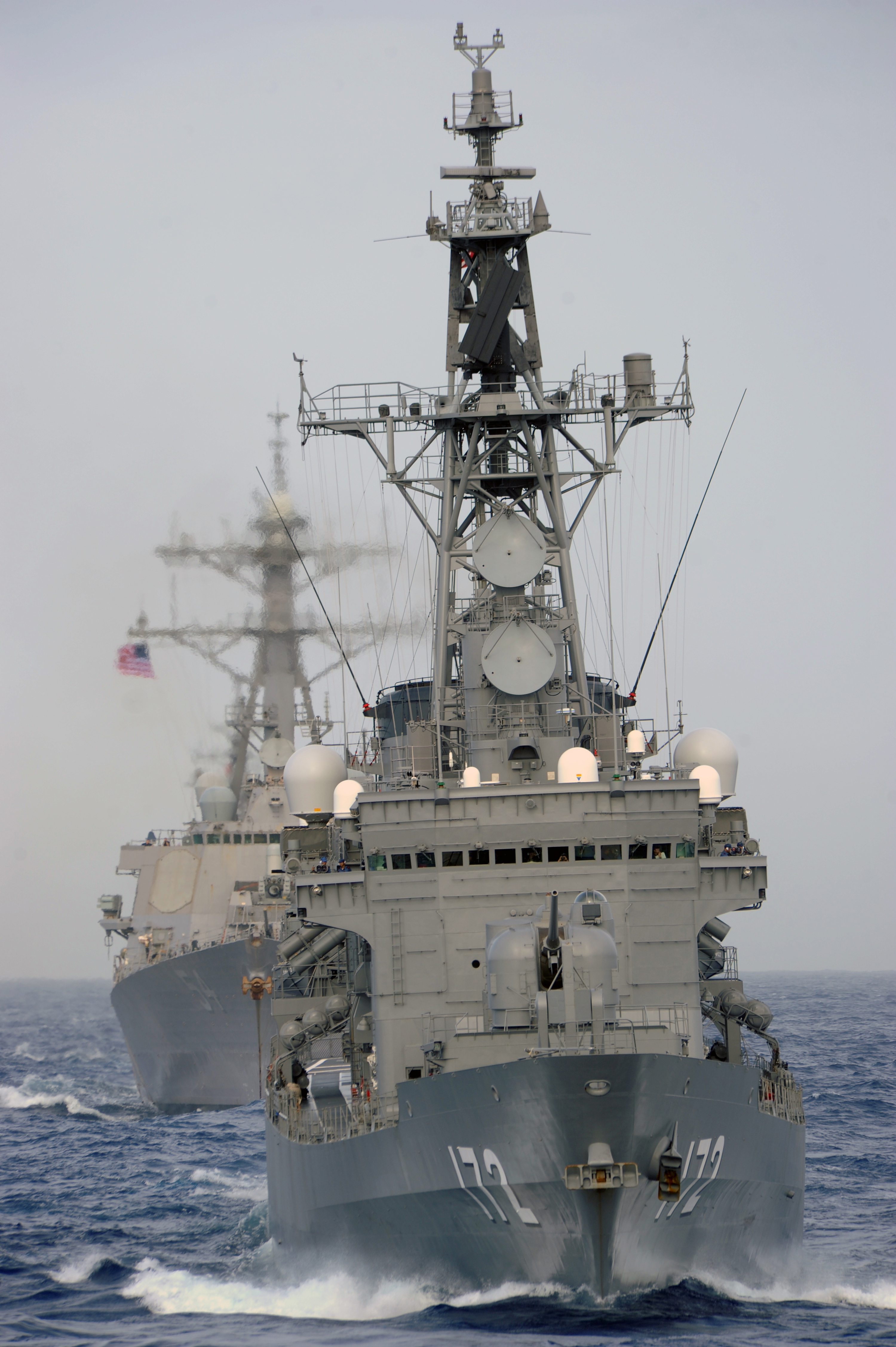
前方から見た「しまかぜ」

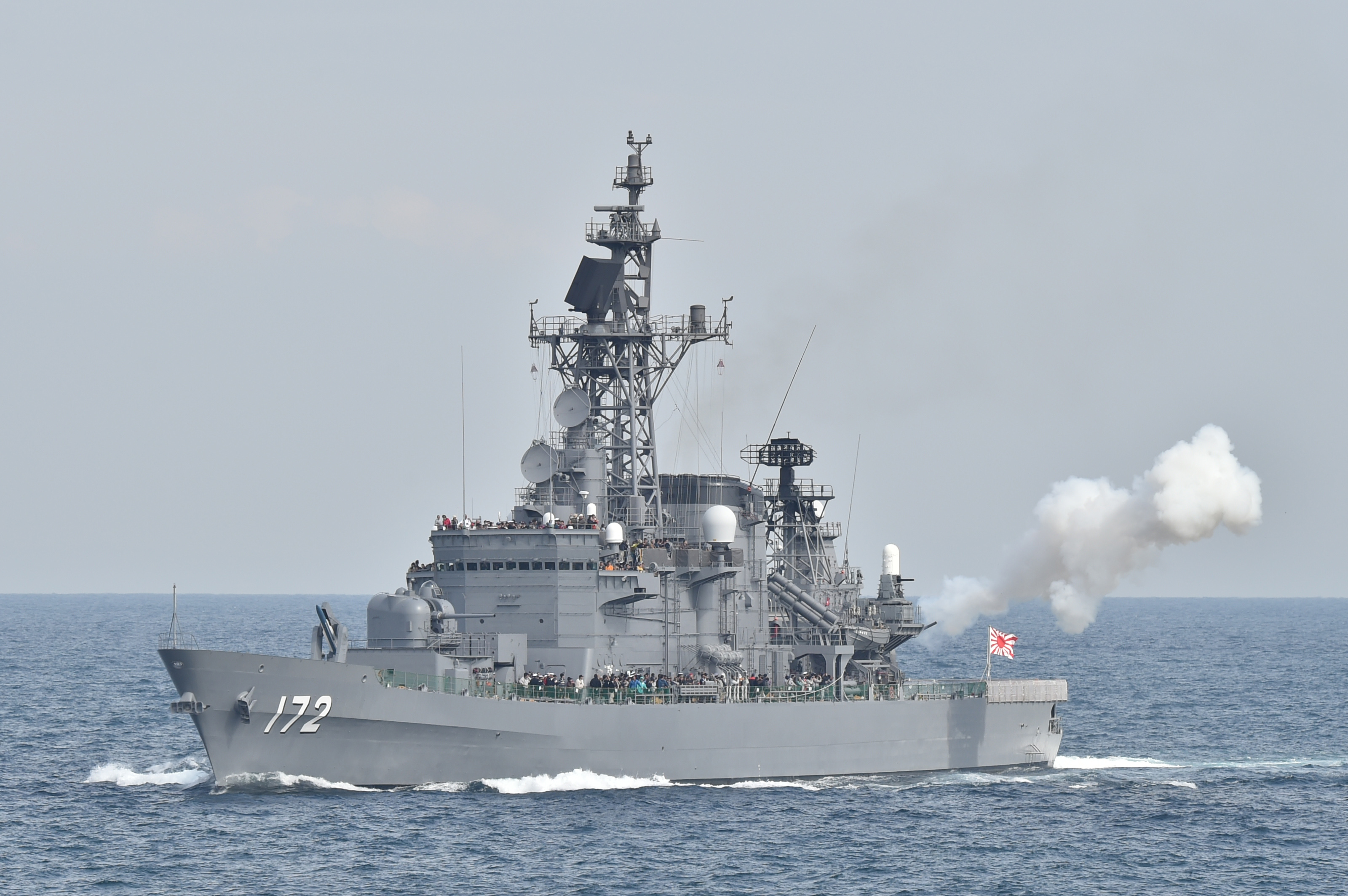
5インチ砲による空砲発射を行う護衛艦時代の「しまかぜ」

「しまかぜ」は、中期業務見積りに基づく昭和58年度計画4,500トン型護衛艦2312号艦として、三菱重工業長崎造船所で1984年3月29日に発注され、1985年1月13日に起工され、1987年1月30日に進水した。1988年3月23日に就役し、同日付で第3護衛隊群隷下に新編された第63護衛隊に編入され、舞鶴に配備された。
1番艦の「はたかぜ」より排水量が50トン大きい。これらは主錨を「はたかぜ」までのホールス式からアドミラルティ式に変更したことによることと揚錨機や揚艇機を改善したことによるものである。
1988年8月27日から12月22日の間、ターター装置装備認定試験（SQT）のため、アメリカ合衆国（米国）に派遣された。
1989年6月16日から9月6日の間、護衛艦「はるな」「みねゆき」とともに米国派遣訓練に参加。
1990年4月6日、護衛艦「はるな」「さわかぜ」「みねゆき」「あさゆき」「しまゆき」「はまゆき」「いそゆき」、補給艦「とわだ」、潜水艦「もちしお」とともにハワイ、サンディエゴ方面に派遣され、4月26日から6月2日まで、環太平洋合同演習（リムパック90）に参加した。
1993年2月2日から2月8日まで、護衛艦「はるな」等と四国南方から沖縄東方に至る海域でアメリカ海軍とともに第78次対潜特別訓練を実施。同年6月14日から護衛艦「しらね」「うみぎり」とともに米国に各種訓練従事のため派遣され、9月1日に帰国。
1995年11月29日、護衛艦「あまつかぜ」の除籍に伴い第63護衛隊が廃止となり、第3護衛隊群直轄艦となる。
1996年3月14日、護衛艦「みょうこう」の就役に伴い第63護衛隊が再編され、編入された。
1998年5月19日から22日にかけてフィリピンのマニラで行われたフィリピン海軍創立100周年記念国際観艦式に参加した。
1999年2月25日に護衛艦「はまゆき」等とともに江田島湾を出港し、その後、外洋練習航海部隊として東南アジア各地に寄港した。
2000年5月15日、護衛艦「くらま」「むらさめ」「きりしま」「はるさめ」「ゆうだち」「きりさめ」「あさぎり」、補給艦「はまな」、潜水艦「なつしお」とともに環太平洋合同演習（リムパック2000）に参加するため横須賀基地を出港し、5月30日から7月6日までハワイ周辺海域において同演習に参加した。
2003年5月16日から8月3日の間、護衛艦「くらま」「せとぎり」とともに米国派遣訓練に参加。
2005年3月30日、テロ対策特別措置法に基づき、護衛艦「ゆうだち」、補給艦「とわだ」とともにインド洋に派遣された。同年7月まで任務に従事し、9月9日に帰国した。
2007年3月15日、第2護衛隊群第62護衛隊に編入され、定係港が佐世保へ転籍。
2008年3月26日、護衛隊改編に伴い、第1護衛隊群第1護衛隊に編入。
2011年6月22日から7月21日までブルネイ・ダルサラーム国の国際観艦式に参加、ムアラ港とその周辺海域で行動した。
2012年8月22日、オーストラリア（豪州）海軍やニュージーランド（新西蘭）海軍との日豪新共同訓練に参加するため、訓練海域であるグアムからダーウィン周辺で8月29日まで訓練を実施、8月29日から9月14日までオーストラリア海軍主催の多国間海上共同訓練「カカドゥ12」に参加した。
2013年8月20日夕刻、佐世保基地にて岸壁に接触する事故を起こした。負傷者は居なかったものの、艦尾左側が約5メートルにわたって歪み、3センチメートル程度の穴が数箇所発生した。
また、同年10月10日午前8時ごろ佐世保基地に停泊中に第1機械室で出火した。乗組員が消し止め、けが人はいなかった。
2014年10月24日、編成替えにより第4護衛隊群第8護衛隊に編入。
2019年10月15日及び16日、関東南方海空域において護衛艦「ちょうかい」とともにカナダ海軍との日加共同訓練（KAEDEX19-2）に参加。カナダ海軍からはフリゲート「オタワ」が参加し、対潜戦訓練、対水上訓練射撃等を実施した。
2019年12月17日午前、東シナ海の公海上（上海の南東約290kmの沖合）で北朝鮮船籍のタンカー「NAM SAN 8（ナムサン8）号」（IMO番号：8122347）が船籍不明の小型船舶と接舷し、国連安保理決議で禁止されている「瀬取り」とみられる作業を行っていたことを確認した。また「NAM SAN 8号」は，平成30年3月に国連安保理北朝鮮制裁委員会から資産凍結・入港禁止の対象に指定された船舶であり、前日16日にも、同様の接舷状態を海上自衛隊第1航空隊所属の哨戒機「P-1」（鹿屋航空基地）が確認していた。
2020年3月30日午後8時半ごろ、鹿児島県の屋久島の西約650キロメートルの東シナ海の公海で警戒監視のため航行中に中国籍の漁船と衝突した。しまかぜ乗員に人的被害は発生しておらず、左舷の後部に、若干、穴が開いたり、若干の損傷があったりしたが、航行に支障はなかった。12月11日に業務上過失往来危険の疑いで、事故当時の当直士官が書類送検されたが、2021年9月17日付で鹿児島地方検察庁はこの当直士官を嫌疑不十分で不起訴とした。
同年11月12日、九州西方海空域においてオーストラリア海軍フリゲート「アランタ」と日豪共同訓練を実施した。11月17日には同じく九州西方においてカナダ海軍フリゲート「ウィニペグ」と日加共同訓練（KAEDEX20）を実施した。
2021年3月19日、後継艦であるまや型護衛艦2番艦「はぐろ」の就役により練習艦に種別変更され、艦番号が「3521」に変更。練習艦隊第1練習隊に編入され、呉に転籍。
2022年4月24日から8月22日にかけて、練習艦「かしま」とともに令和4年度遠洋練習航海に参加。
外洋練習航海途中の2024年2月14・15日、南シナ海で護衛艦「すずなみ」とともに、アメリカ海軍駆逐艦「ジョン・フィン」と共同訓練を実施した。
現在、練習艦隊第1練習隊に所属し、定係港は呉である。

### 歴代艦長
| 代 | 氏名         | 在任期間               | 出身校・期            | 前職                                      | 後職                                      | 備考                 |
| -- | ------------ | ---------------------- | --------------------- | ----------------------------------------- | ----------------------------------------- | -------------------- |
| 01 | 茂木通保     | 1988.3.23 - 1989.12.14 | 防大8期               | しまかぜ艤装員長                          | 第43護衛隊司令                            | 1等海佐              |
| 02 | 田代誠盡     | 1989.12.15 - 1991.3.19 | 防大12期              | 海上幕僚監部人事教育部 教育課教範班長     | 海上自衛隊第1術科学校教官 兼 研究部員     | 1990.1.1 1等海佐昇任 |
| 03 | 山中嘉勝     | 1991.3.20 - 1992.12.14 | 防大9期               | 舞鶴地方総監部防衛部 第3幕僚室長          | 舞鶴地方総監部監察官                      |                      |
| 04 | 新海博夫     | 1992.12.15 - 1995.3.22 | 防大12期              | 舞鶴通信隊司令                            | 横須賀戦術訓練装置運用隊司令              | 1995.1.1 1等海佐昇任 |
| 05 | 柴田哲治     | 1995.3.23 - 1996.12.14 | 防大16期              | 海上幕僚監部人事教育部 教育課学校班長     | こんごう艦長                              | 1995.7.1 1等海佐昇任 |
| 06 | 椋尾康広     | 1996.12.15 - 1998.6.30 | 防大17期              | 海上自衛隊第1術科学校教官 兼 研究部員     | こんごう艦長                              | 1997.7.1 1等海佐昇任 |
| 07 | 間々田俊治   | 1998.7.1 - 1999.4.10   | 防大17期              | 横須賀地方総監部管理部人事課長            |                                           | 1等海佐              |
| 08 | 山崎正雄     | 1999.4.11 - 2000.12.7  | 神戸商船大・ 28期幹候 | うみぎり艦長                              | 情報本部分析部 分析第1課統合見積班長      | 1等海佐              |
| 09 | 永沼延廣     | 2000.12.8 - 2002.3.31  | 防大20期              | 海上幕僚監部装備部装備課 整備管理班長     | 対馬防備隊司令                            | 1等海佐              |
| 10 | 比留間広明   | 2002.4.1 - 2003.8.19   | 防大21期              | むろと艦長                                | 海洋業務群司令部幕僚                      | 2003.7.1 1等海佐昇任 |
| 11 | 舩渡 健      | 2003.8.20 - 2005.2.28  | 岐阜大・ 29期幹候     | 阪神基地隊総務科長                        | 艦艇開発隊                                | 2005.1.1 1等海佐昇任 |
| 12 | 一ノ瀬洋一郎 | 2005.3.1 - 2007.3.27   | 防大19期              | 海上自衛隊第1術科学校主任教官 兼 研究部員 | 佐世保基地業務隊補充部付                  | 1等海佐              |
| 13 | 高草洋一     | 2007.3.28 - 2008.3.25  | 防大22期              | 海上幕僚監部指揮通信情報部                | 呉海上訓練指導隊                          |                      |
| 14 | 藤村栄次     | 2008.3.26 - 2010.8.19  | 防大24期              | 護衛艦隊司令部幕僚                        | 開発隊群司令部付                          |                      |
| 15 | 隈部秀彦     | 2010.8.20 - 2011.8.31  |                       | 海上自衛隊第1術科学校主任教官 兼 研究部員 |                                           |                      |
| 16 | 矢野幸浩     | 2011.9.1 - 2013.8.19   | 防大30期              | 横須賀地方総監部管理部人事課長            | 海上訓練指導隊群司令部 首席幕僚           | 2012.7.1 1等海佐昇任 |
| 17 | 後藤康二     | 2013.8.20 - 2014.12.18 | 防大32期              | 横須賀地方総監部管理部人事課長            | 海上訓練指導隊群司令部首席幕僚            |                      |
| 18 | 黒木一博     | 2014.12.19 - 2016.3.17 | 防大34期              | 海上自衛隊第1術科学校総務部 総務課長      | 海上自衛隊第1術科学校主任教官 兼 研究部員 |                      |
| 19 | 前久保一彦   | 2016.3.18 - 2017.12.14 | 曹候7期               | 護衛艦隊司令部幕僚                        | ましゅう艦長                              | 2017.7.1 1等海佐昇任 |
| 20 | 吉福俊彦     | 2017.12.15 - 2019.7.31 |                       | 護衛艦隊司令部                            | 第1音響測定隊第1クルー長                  |                      |
| 21 | 齋藤岳彦     | 2019.8.1 - 2020.9.30   |                       | しまゆき艦長                              | 水陸両用戦・機雷戦戦術支援隊副長          |                      |
| 22 | 萬年 敬      | 2020.10.1 - 2022.11.27 | 防大42期              | 佐世保海上訓練指導隊砲雷科長              | 護衛艦隊司令部 兼 自衛艦隊司令部          |                      |
| 23 | 金丸竜平     | 2022.11.28 - 000000    | 防大42期              | 護衛艦隊司令部                            |                                           |                      |
| 24 | 梶山 剛      | 000000 - 2025.200      | 防大46期              |                                           |                                           |                      |
| 25 | 小城賢一     | 2025.200 -             | 防大41期              |                                           |                                           | 2025.7.1 1等海佐昇任 |